# مؤذن
مؤذن که در عربی أذین نیز گفته می‌شود، شخصی است که مردم را به نماز دعوت می‌کند. مؤذن معمولاً در جایی بلند می‌ایستد. در صدر اسلام، مؤذن بر بام مسجد می‌رفت امّا پس از مدّتی در مساجد مناره یا گلدسته به وجود آمد و مؤذّن از آن جا اذان می‌گفت. در مساجد قدیمی ترکیه، سکّویی مقابل منبر مسجد وجود داشت که مؤذن روی آن سکّو قرار گرفته، از آن جا اذان می‌گفت. مسلمانان معتقدند که مؤذّن باید شخصی باشد که عربی فصیح بداند، وقت‌شناس باشد و صدای بلند داشته باشد. در زمان‌های قدیم، معمولاً مؤذن‌ها را از میان نابینایان انتخاب می‌کردند زیرا ممکن بود گلدسته‌ها به حریم خصوصی خانه شهروندان اشراف داشته باشند. 
نخستین مؤذن اسلام بلال حبشی بود. معروف است که بلال نمی‌توانست عربی را صحیح تلفّظ کند. او حرف شین را سین تلفّظ می‌کرد. مثلاً به جای «اشهد ان لا اله الّا الله» «اسهد ان لا اله الّا الله» می‌گفت. همچنین بلال «حی علی الصّلوة» را «هی علی السلوة» تلفّظ می‌کرد. وقتی گروهی از صحابه به محمّد اعتراض کردند که چرا مؤذّن دیگری برنمی گزیند، گفت: «سین بلال عند الله شین» یعنی سین بلال در نزد خدا شین است.
امروزه علمای سلفی و برخی دیگر از علمای اهل سنت و شیعه اصرار دارند که اذان حتماً باید توسط انسان خوانده شود و پخش یک نوار از قبل ضبط شده را صحیح نمی‌دانند، هرچند تقویت الکتریکی صدای مؤذن به وسیله تکنولوژی جدید را بدون اشکال می‌دانند.